# Велимир Карић
Велимир Карић (Крагујевац, 3. октобар 1859 — Београд, 1946) био је српски национални револуционар, фармацеут и политичар. Карић је био народни посланик Краљевине Србије испред Народне радикалне странке, добровољац у ослободилачким ратовима 1876-1878, члан утемељивач српске четничке организације у Врању.

## Биографија
Родио се у Крагујевцу 1859. године у чиновничкој породици, рођени брат му је био Владимир Карић српски географ и конзул у Скопљу 1889-1892. Гимназију је завршио у Шапцу, а фармацеутски факултет у Бечу.
За време Српско-турског рата 1876-1878. борио се као добровољац на Дрини. Као и његов брат Владимир био је један од првих чланова радикалне странке, па је са радикалима учествовао у протестима у Београду 1882. због давања представе Рабагаса у Народном позоришту.
Након протеста у Београду одлази у Врање где отвара прву апотеку у новоослобођеним крајевима 1883. године. Године 1903. учествује у стварању Извршног одбора српске четничке организације у Врању и постаје члан истог одбора. На четничким пословима врло активно учествује до 1906. када напушта Врање и одлази у Београд где отвара апотеку.
Десет пута биран је за народног посланика Народне радикалне странке за варош Врање и био члан њеног управног одбора све до 1940. године. Један је од чланова оснивача Народне одбране чији је био председник током Првог светског рата.